# Grotta Sant'Angelo (Lettomanoppello)
L'eremo di Sant'Angelo si trova a 650 m s.l.m. al di sotto delle cave di pietra nel Vallone di S. Angelo del paese di Lettomanoppello, in provincia di Pescara.

## Storia

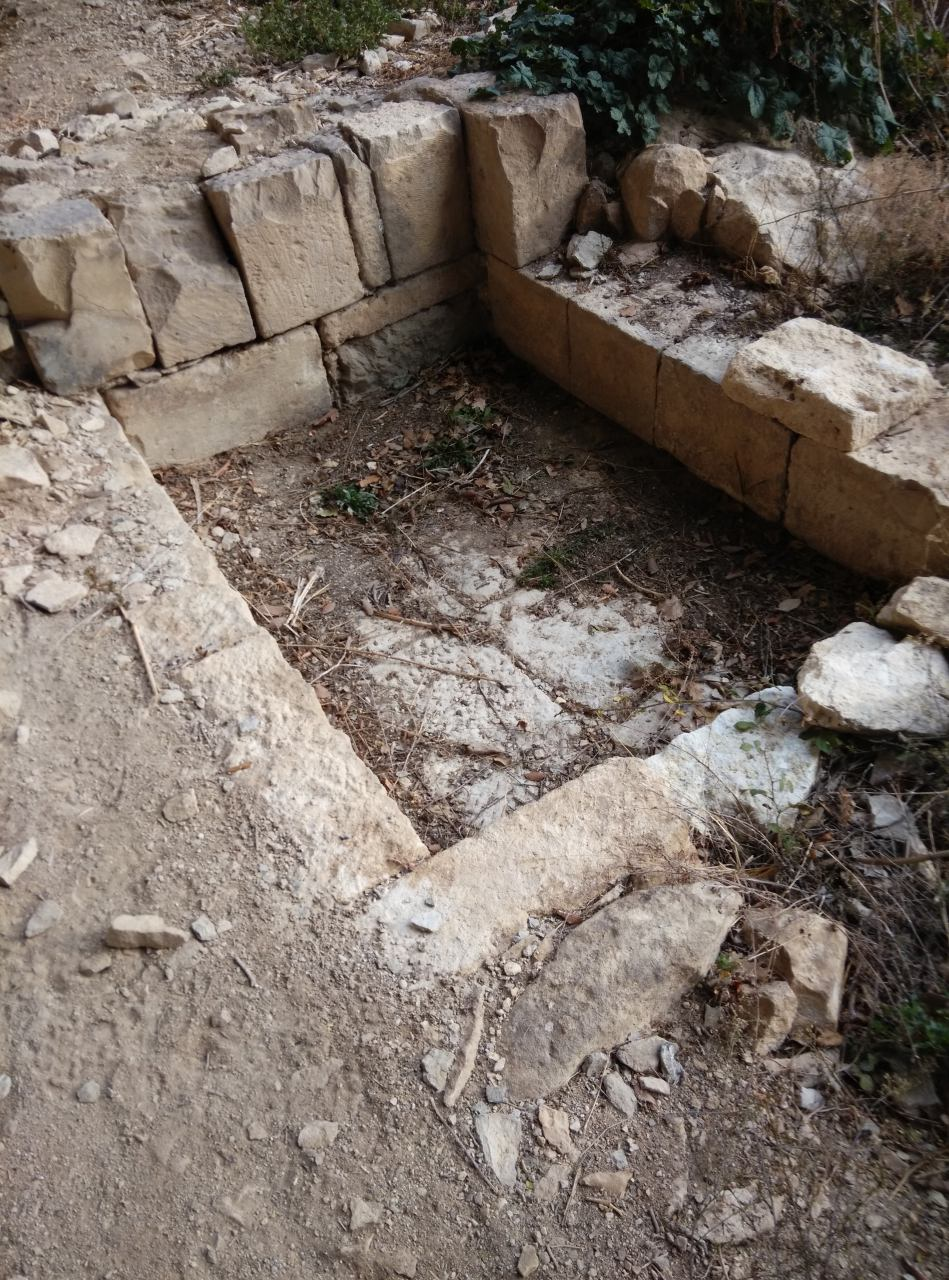
Resti della chiesa

Non si hanno notizie certe sull'origine dell'eremo. L'unica fonte è rappresentata dai Decreti della Prima Santa Visita del vescovo di Chieti Giosuè Maria Saggese del 1844, dove viene riportata la presenza in contrada S. Angelo a Lettomanoppello di una chiesa in rovine verso la quale veniva celebrata una processione annuale ogni 8 maggio.
Una possibile datazione dell'eremo può essere ricavata dalla statua di San Michele Arcangelo ritrovata al suo interno, che si ritiene opera delle stesse maestranze che scolpirono la statua dell'Angelo Gabriele posta di lato alla finestra dell'abside della Chiesa di San Tommaso a Caramanico, risalente al XIII secolo.

## Architettura
La grotta è larga circa 22 metri e profonda 8 metri ed è divisa in due da una parete rocciosa. All'interno dell'androne si trova un recinto rettangolare pavimentato con lastre di pietra, chiamato letto di Sant'Angelo, che potrebbe rappresentare i resti dell'antica chiesa citata da Saggese.
In alto al centro della grotta, poggiata su un capitello, si trova la statua di San Michele Arcangelo, in precedenza presumibilmente ospitata all'interno della chiesa. La statua attualmente presente nell'eremo è una riproduzione dell'originale, conservato, invece, al Museo delle genti d'Abruzzo di Pescara.